# NGC 6115
NGC 6115 (również OCL 960 lub ESO 226-SC7) – gromada otwarta znajdująca się w gwiazdozbiorze Węgielnicy. Odkrył ją John Herschel 8 lipca 1834 roku. Jest położona w odległości ok. 4,4 tys. lat świetlnych od Słońca.